# Theriotia lorifolia
Theriotia lorifolia är en bladmossart som beskrevs av Jules Cardot 1904. Theriotia lorifolia ingår i släktet Theriotia och familjen Buxbaumiaceae. Inga underarter finns listade i Catalogue of Life.